# Kwak Do-won
Kwak Do-won (17 de mayo de 1973) es un veterano actor surcoreano, reconocido por su participación en los largometrajes The Yellow Sea (2010), Nameless Gangster: Rules of the Time (2012), The Attorney (2013), The Wailing (2016), Asura: The City of Madness (2016), y Steel Rain (2017) y en la serie de televisión Phantom (2012).

## Carrera
Do-won inició su carrera como actor a finales de la década de 1990, apareciendo principalmente en producciones teatrales. En el año 2003 debutó en el cine de Corea del Sur, registrando una pequeña participación en la película compuesta por seis cortometrajes If You Were Me y apareciendo ese mismo año en el filme Ogu. Tras participar en algunos cortos, interpretó a un gánster en la película El bueno, el malo y el raro de Kim Jee-woon. Finalizó la década de 2000 registrando una aparición en la película del destacado cineasta Bong Joon-ho Madeo (2009).
En 2010 interpretó el papel del detective Kim en la cinta de acción El hombre sin pasado y el mismo año tuvo un papel importante en The Yellow Sea de Na Hong Jin, director con quien colaboraría en otros proyectos. También en 2010 actuó en la película Midnight FM junto a Soo Ae y Yoo Ji Tae. En 2012 interpretó el papel de Kwon Hyuk-joo en la serie de televisión de la cadena SBS Phantom y actuó en los largometrajes Nameless Gangster: Rules of the Time, Love Fiction, Ghost Sweepers y A Company Man.
En 2013 protagonizó el drama The Attorney de Yang Woo-suk y la cinta de acción The Berlin File de Ryoo Seung-wan y un año después figuró en los filmes Man in Love y Tazza, antes de protagonizar la laureada película de terror Gokseong. En esta producción, donde nuevamente colaboró con el cineasta Na Hong Jin, interpretó el papel de un policía que debe enfrentarse a una poderosa fuerza sobrenatural que asola a una pequeña población rural surcoreana.
En 2017 apareció en el filme Steel Rain y tres años después figuró en su secuela, Steel Rain 2: Summit. En mayo de 2019, el actor firmó un contrato con la agencia Mada Entertainment. En 2020 participó en el largometraje The Man Standing Next, candidato surcoreano para optar por el galardón en la categoría de mejor película extranjera en los Premios Óscar a celebrarse en abril de 2021 en su edición número 93.
En mayo de 2021 se confirmó que se había unido al elenco principal de la serie There’s No Goo Pil Soo (también conocida como "Can't Give Up") donde dará vida a Goo Pil-soo, un hombre que es el sostén de su familia y que sueña con embarcarse en un nuevo capítulo de su vida.
En 2020 rodó la película Firefighters, que se estrenaría en diciembre de 2024. Gran parte de responsabilidad en este retraso la tuvo el propio actor, pues provocó un escándalo en septiembre de 2022 al ser sorprendido conduciendo en estado de ebriedad. Por este motivo se aplazó el estreno, su papel fue parcialmente eliminado de aquella, y no participó en las actividades promocionales relacionadas con el lanzamiento, en algunas de las cuales el propio director incluso le afeó públicamente lo sucedido. En particular, se eliminaron todos los primeros planos de una escena en la que Kwak Do-won bebe alcohol.

## Filmografía

### Cine
| Año  | Título                               | Papel           | Notas             | Ref.          |
| ---- | ------------------------------------ | --------------- | ----------------- | ------------- |
| 2003 | If You Were Me                       |                 |                   |               |
| 2003 | Ogu                                  | Byung-gu        |                   |               |
| 2007 | The Obese Family                     | Son-in-law Kwok | Cortometraje      |               |
| 2007 | Passionate People                    |                 | Cortometraje      |               |
| 2008 | The Good, the Bad, the Weird         | Gánster         |                   |               |
| 2009 | The Great Player                     | Lee Dong-shik   | Cortometraje      |               |
| 2009 | Jin-Wie                              | Jin-wie         |                   |               |
| 2009 | Handphone                            | Detective       |                   |               |
| 2009 | Sisters on the Road                  | Camionero       |                   |               |
| 2009 | Mother                               | Bombero         |                   |               |
| 2009 | Too Fragile to Be Loved              | Presidente Kim  | Cortometraje      |               |
| 2010 | El hombre sin pasado                 | Detective Kim   |                   | [ 15 ] [ 16 ] |
| 2010 | Midnight FM                          | Reportero Jang  |                   |               |
| 2010 | Hero                                 | Maestro         |                   |               |
| 2010 | 심장이 필요한 남자                   | Detective Park  |                   |               |
| 2010 | The Yellow Sea                       | Kim Seung-hyun  |                   |               |
| 2011 | Head                                 | Jung            |                   |               |
| 2011 | Double Clutch                        |                 | Cortometraje      |               |
| 2012 | Nameless Gangster: Rules of the Time | Jo Beom-seok    |                   |               |
| 2012 | Love Fiction                         | Director Hwang  |                   |               |
| 2012 | The Fantastic Duo                    | Deok-gyu        | Cortometraje      |               |
| 2012 | Ghost Sweepers                       | Monk Shim-in    |                   |               |
| 2012 | A Company Man                        | Kwon Jong-tae   |                   |               |
| 2013 | The Berlin File                      | Chung Wa-dae    |                   |               |
| 2013 | An Ethics Lesson                     | Soo-taek        |                   |               |
| 2013 | The Great Player                     |                 | Cortometraje      |               |
| 2013 | The Attorney                         | Cha Dong-young  |                   |               |
| 2014 | Man in Love                          | Young-il        |                   |               |
| 2014 | Mad Sad Bad                          |                 | Segmento: "Ghost" |               |
| 2014 | Tazza: The Hidden Card               | Jang Dong-sik   |                   |               |
| 2015 | The Shameless                        | Moon Ki-beom    |                   |               |
| 2015 | The Magician                         | Gwi-mol         |                   |               |
| 2016 | The Wailing                          | Jong-gu         |                   |               |
| 2016 | Asura: The City of Madness           | Kim Cha-in      |                   |               |
| 2017 | The Mayor                            | Shim Hyeok-soo  |                   |               |
| 2017 | Steel Rain                           | Kwak Chul-woo   |                   |               |
| 2018 | The Package                          |                 |                   |               |
| 2020 | Steel Rain 2: Summit                 | Comandante      |                   |               |
| 2020 | The Man Standing Next                | Kim Hyong-uk    |                   |               |
| 2024 | Firefighters                         | Jeong Jin-seop  |                   | [ 17 ] [ 18 ] |

### Televisión
| Año    | Título                                       | Papel                   | Cadena    |
| ------ | -------------------------------------------- | ----------------------- | --------- |
| 2008   | Discovery of the Speech: Good Years          |                         | KBS1      |
| 2009   | Strange Stories and Legends: The Third Story | Jung Yoon-seok          | E Channel |
| 2010   | Mister M                                     | Padre de Ha-na          | EBS       |
| 2011   | My Mom Audrey                                | Ki-tae                  | EBS       |
| 2012   | Phantom                                      | Kwon Hyuk-joo           | SBS       |
| 2013   | Good Doctor                                  | Kang Hyun-tae           | KBS2      |
| 2013   | The Suspicious Housekeeper                   | Esposo de Park Bok-nyeo | SBS       |
| 2021 - | There’s No Goo Pil Soo                       | Goo Pil-soo             |           |

## Teatro
| Año  | Título                               | Papel            |
| ---- | ------------------------------------ | ---------------- |
| 1999 | King David                           | Soldado israelí  |
| 2001 | Hamlet                               |                  |
| 2001 | Rural Scholar Jo Nam-myung           |                  |
| 2003 | Samyeong Daesa                       | Tokugawa Ieyasu  |
| 2003 | Citizens of Seoul 1919               |                  |
| 2003 | Deceived by Money, Despaired by Love | Kwang-ho byeonsa |
| 2003 | 이랑 나비되어                        | Joo-ki           |
| 2004 | The Wandering Troupe                 |                  |
| 2004 | 울 밑에선 봉선이야                   |                  |
| 2004 | King Lear                            | Edgar            |
| 2005 | Cain                                 | Gwang-dae        |
| 2006 | The Dummy Bride                      | Jefe de policía  |
| 2006 | Beautiful Men                        | Kim Kyung-son    |
| 2007 | Edward Bond's Lear                   | Tom              |